# Manon Abiven
Manon Abiven est une gardienne internationale française de rink hockey née le 4 mars 1992.

## Biographie

### Sportive
Elle commence le rink hockey à l'âge de sept ans. 
En 2008, elle est sélectionnée pour participer au championnat d'Europe. Régulièrement blessée au genou (comme de nombreux gardiens de buts), elle n'a pas l'occasion de participer au mondial 2012 qui voit la France sacrée championne du monde. Avec l'équipe féminine du club de Mérignac, elle participe régulièrement à des compétitions européennes.

### Privée
En 2015, elle suit des études d'infirmière qu'elle obtient en juin 2015. 

## Palmarès
Elle est vice-championne du monde au Mondial 2014.

### Référence
1. ↑  Profil sur rinkhockey.net
2. 1 2  Manon, la passion du rink-hockey
3. 1 2  Portraits de Manon Abiven par Yvane, d'Yvane par Eliaz et d'Eliaz par Manon
4. ↑  Composition de l'équipe de France de rink-hockey dames pour le mondial de Tourcoing